# فورستنک
فورستنک (به آلمانی: Fürsteneck) یک شهر در آلمان است که در بایرن واقع شده‌است.

## خصوصیات
فورستنک ۱۰٫۴۲ کیلومترمربع مساحت دارد ۳۳۶-۶۳۸ متر بالاتر از سطح دریا واقع شده‌است.